# Sandliljesläktet
Sandliljor (Anthericum)  är ett släkte av sparrisväxter. Sandliljor ingår i familjen sparrisväxter.
Sandliljorna liknar paradisliljorna (Paradisea), men de är inte närmare släkt med varandra, och räknas till olika familjer. 
Paradissläktet fördes tidigare till familjen sandliljeväxter, men räknas sedan 2003 av Angiosperm Phylogeny Group till agaveväxterna.

## Beskrivning

Enkel klase

Samman-
satt klase

Fleråriga örter, kala med krypande jordstam och köttiga rötter.
Stjälken är bladlös, enkel eller grenig. Bladen är smalt linjära, gräslika, basala, basen är hinnartad.
Blommor i enkla eller greniga klasar, fribladiga, med ledade skaft. Kalkblad sex, vanligen vita eller gulvita, med 3 centrala nerver.
Ståndare sex. Pistillen är ensam, lång och krökt.
Fruktämne översittande. Frukten är en trerummig kapsel. Frön 4 – 8 per rum, svarta, kantiga.

## Hybrider
Anthericum liliago × ramosum Hyl, Hybridstrandlilja. Har påträffats i Sverige (56,5 N, 16,5 E, 2019-06).

## Etymologi
Släktnamnet Anthericum (grekiska) betyder halm, och syftar på bladen.

## Biotop
Sandliljor odlas i relativt torr, väldränerad jord i ett soligt läge. Förökas genom delning eller frösådd. De vanligaste arterna, liten sandlilja (Anthericum ramosum) och stor sandlilja (Anthericum liliago), är båda härdiga till EGF-zon H4.

## Kladogram
Kladogram enligt Catalogue of Life:
| Sandliljor | \| \| Anthericum angustifolium \| \| \| \| \| \| Anthericum baeticum \| \| \| \| \| \| Anthericum confusum \| \| \| \| \| \| Anthericum corymbosum \| \| \| \| \| \| Anthericum jamesii \| \| \| \| \| \| Stor sandlilja \| \| \| \| \| \| Anthericum neghellense \| \| \| \| \| \| Liten sandlilja \| \| \| \| |
|            | \| \| Anthericum angustifolium \| \| \| \| \| \| Anthericum baeticum \| \| \| \| \| \| Anthericum confusum \| \| \| \| \| \| Anthericum corymbosum \| \| \| \| \| \| Anthericum jamesii \| \| \| \| \| \| Stor sandlilja \| \| \| \| \| \| Anthericum neghellense \| \| \| \| \| \| Liten sandlilja \| \| \| \| |
|            | Anthericum angustifolium |
|            | |
|            | Anthericum baeticum |
|            | |
|            | Anthericum confusum |
|            | |
|            | Anthericum corymbosum |
|            | |
|            | Anthericum jamesii |
|            | |
|            | Stor sandlilja |
|            | |
|            | Anthericum neghellense |
|            | |
|            | Liten sandlilja |
|            | |

## Bilder

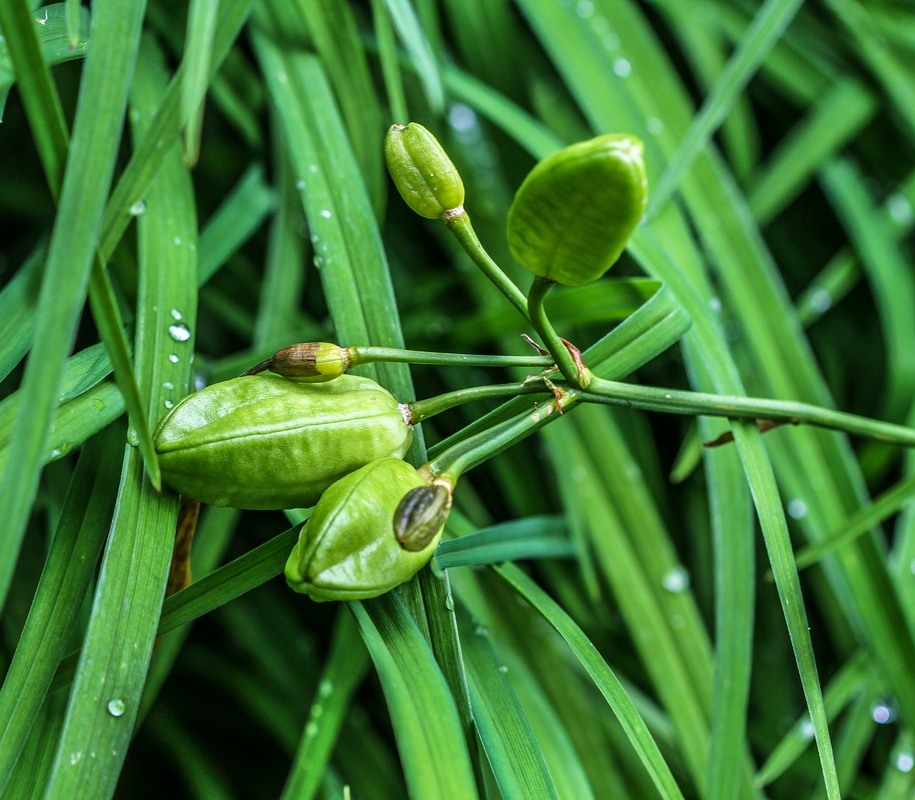
Anthericum ramosum Knoppar ock blad. Lägg märke till skaften som bildar en kvast
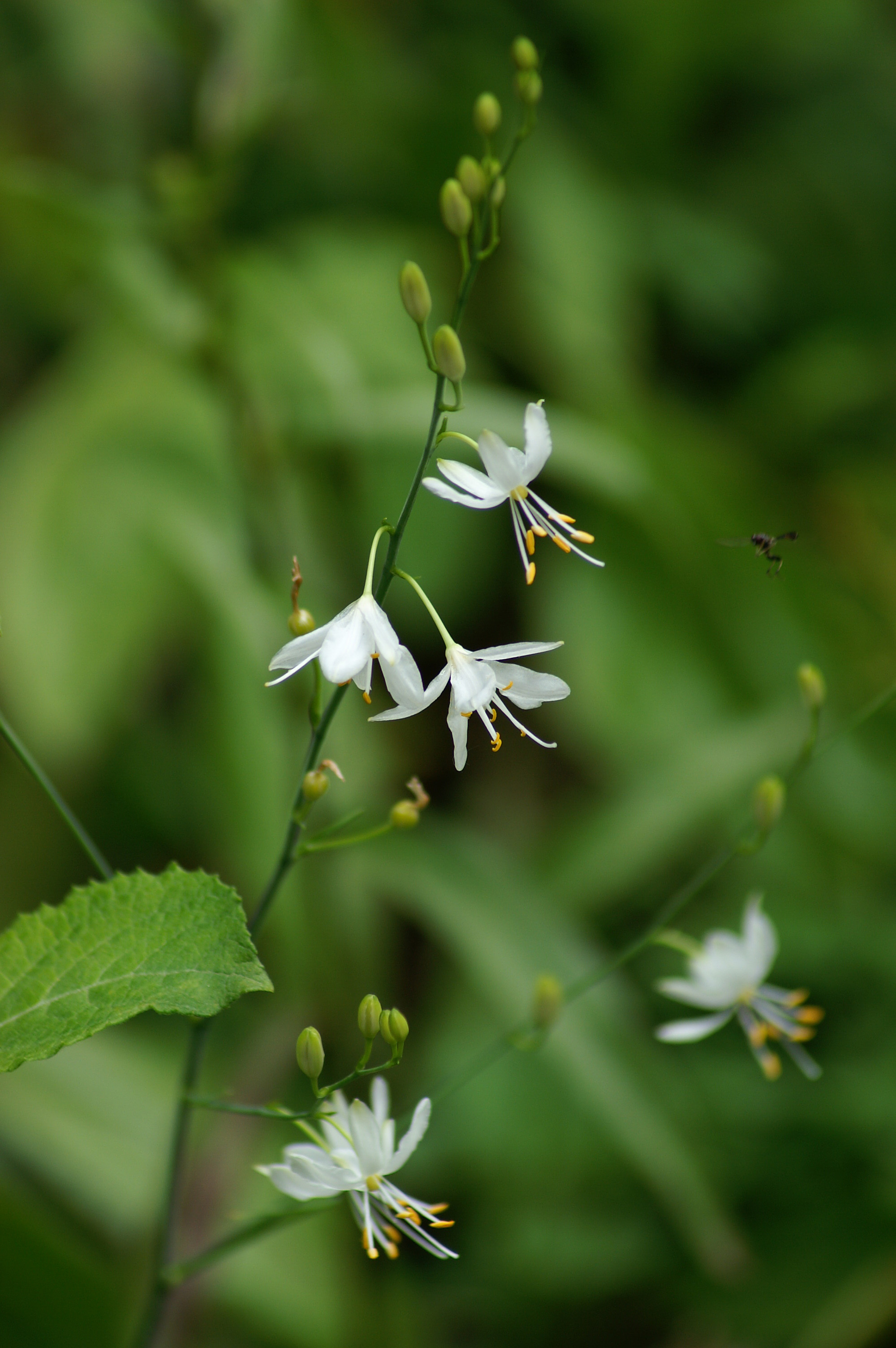
Anthericum ramosum
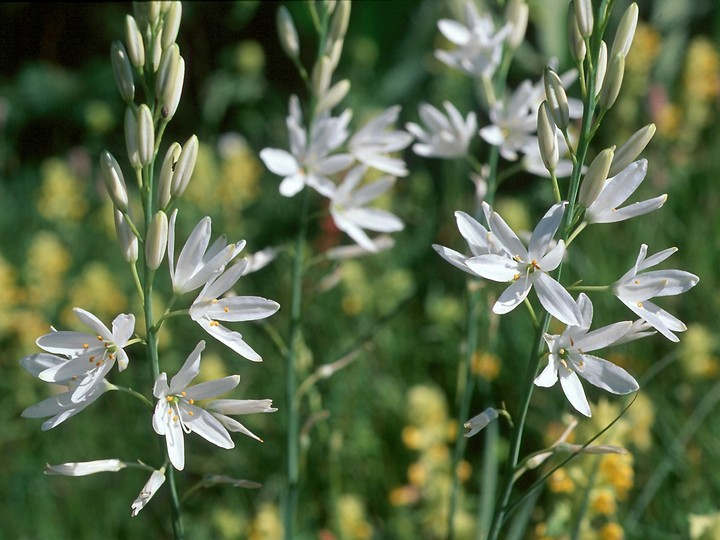
Stor sandlilja Anthericum liliago
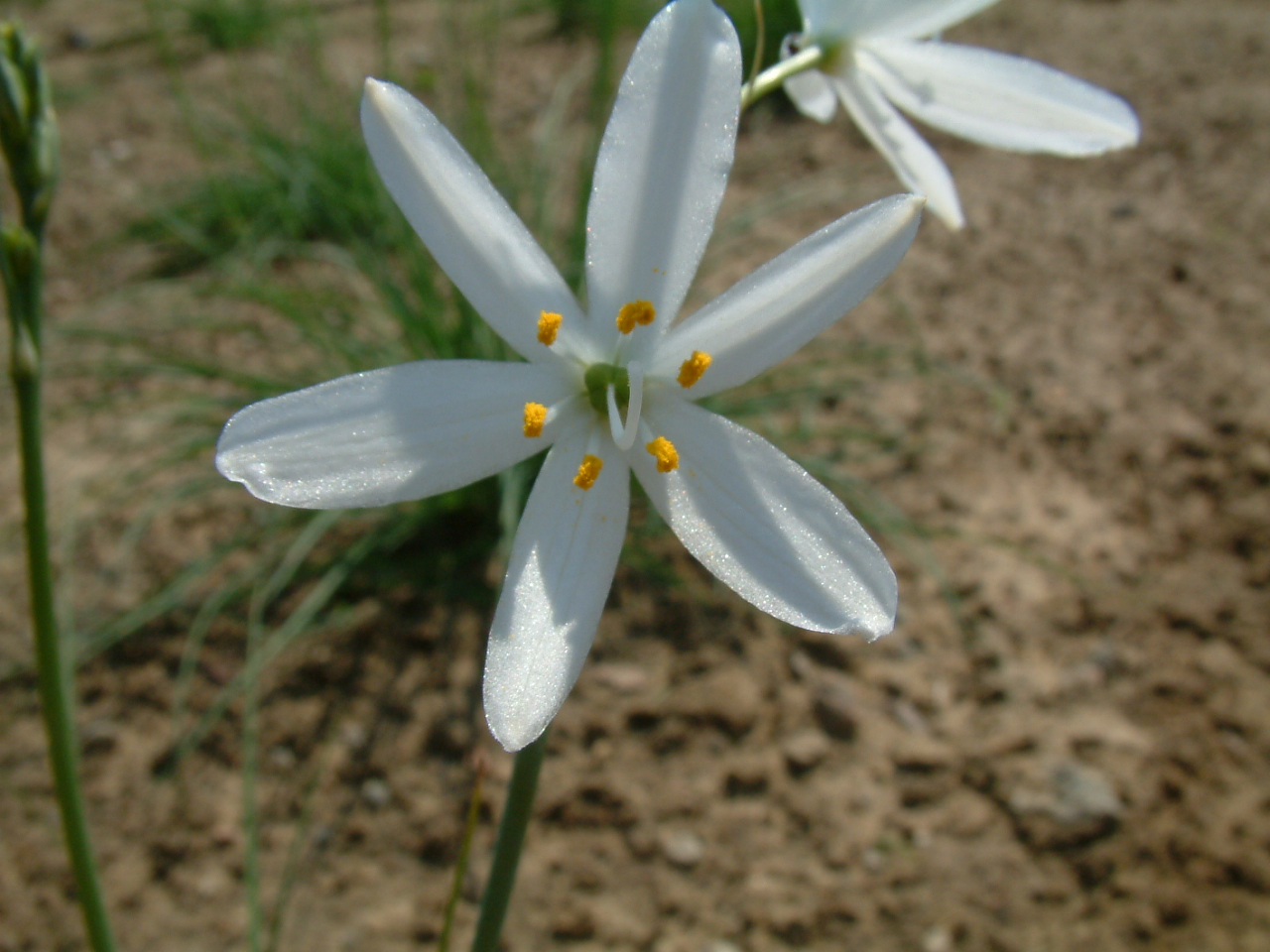
Anthericum lilago Sex ståndare omger en ensam pistill
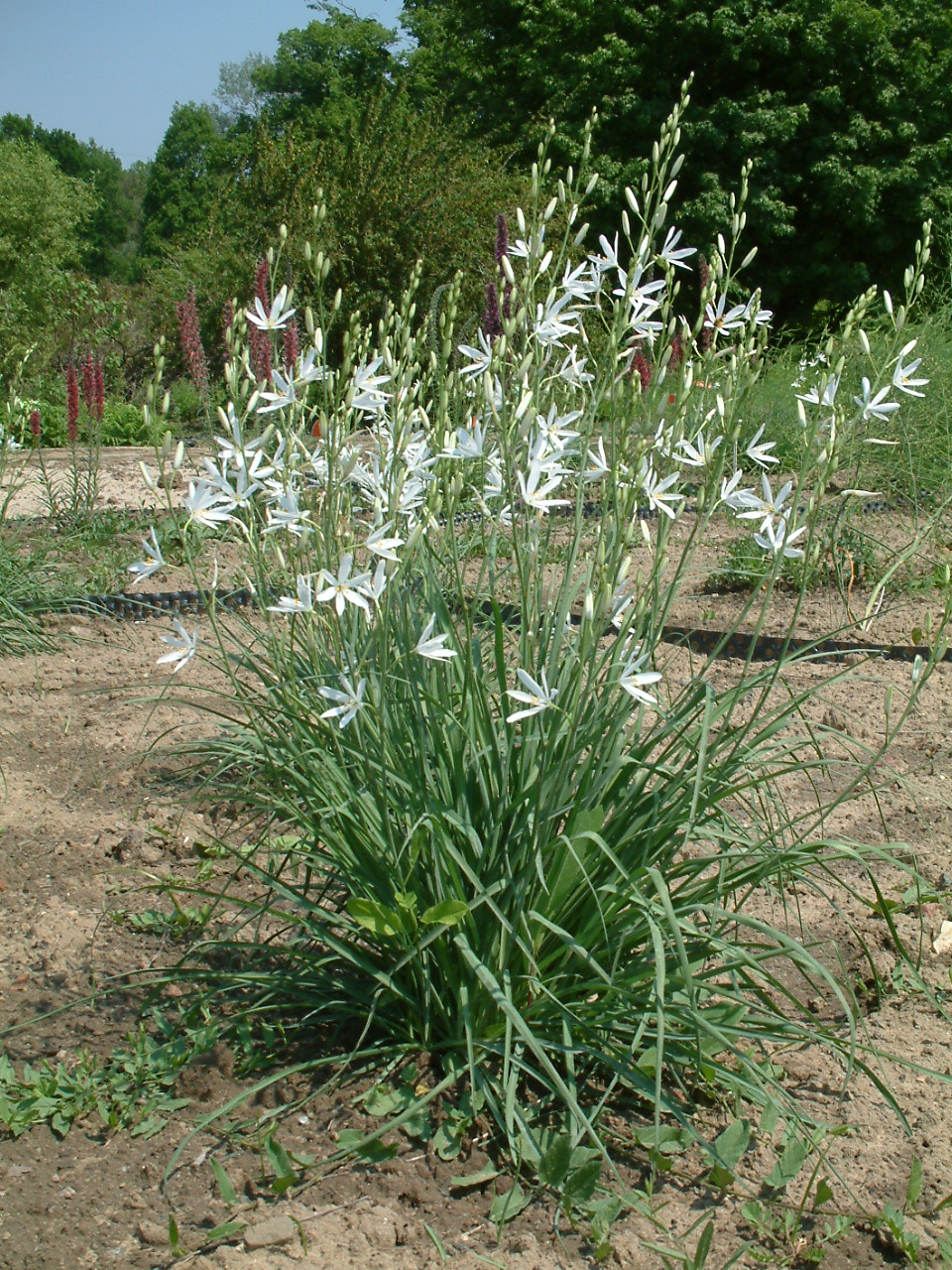
Antherum lilago
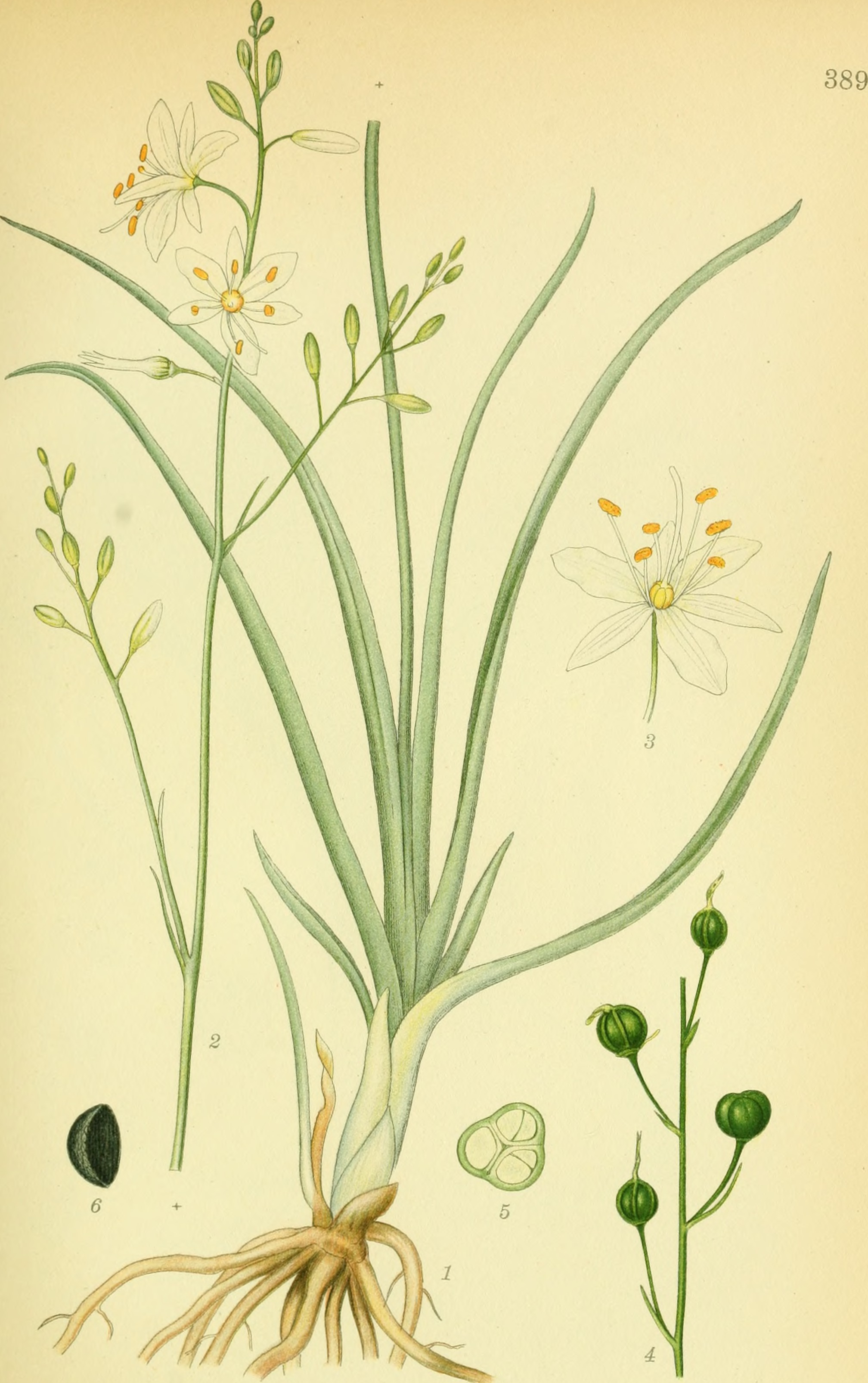
Carl Lindman: Bilder ur Nordens Flora, Anthericum ramosum, bild 383
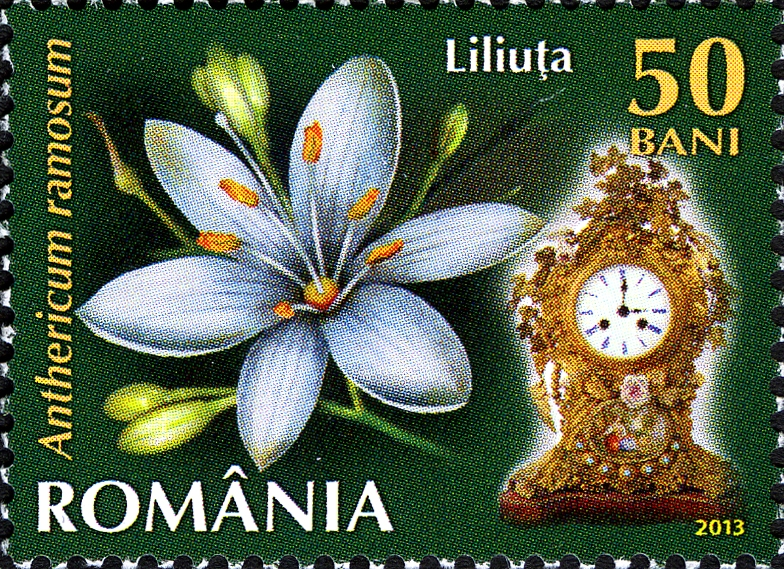
Frimärke 2013 från Rumänien avbildar Antheria ramasum